# Gäddtjärnen (Lidens socken, Medelpad)
Gäddtjärnen är en sjö i Sundsvalls kommun i Medelpad och ingår i Indalsälvens huvudavrinningsområde. Sjön har en area på 0,0766 kvadratkilometer och ligger 333,1 meter över havet.

## Delavrinningsområde
Gäddtjärnen ingår i det delavrinningsområde (697773-156400) som SMHI kallar för Mynnar i Återvänningssjön. Medelhöjden är 372 meter över havet och ytan är 11,73 kvadratkilometer. Det finns inga avrinningsområden uppströms utan avrinningsområdet är högsta punkten. Vattendraget som avvattnar avrinningsområdet har biflödesordning 3, vilket innebär att vattnet flödar genom totalt 3 vattendrag innan det når havet efter 68 kilometer. Avrinningsområdet består mestadels av skog (80 procent). Avrinningsområdet har 0,48 kvadratkilometer vattenytor vilket ger det en sjöprocent på 4,1 procent.